# Solanum salicifolium
Solanum salicifolium är en potatisväxtart som beskrevs av Rodolfo Amando Philippi. Solanum salicifolium ingår i släktet skattor som ingår i familjen potatisväxter. Inga underarter finns listade i Catalogue of Life.